# Offa d'Essex
Offa va ser rei d'Essex, després de la mort del seu pare Sighere, el 709, però va abdicar poc després per anar-se'n a Roma de pelegrí.
En la Historia ecclesiastica gentis Anglorum, Beda el descriu dient que era: «Un jove en la millor edat i de gran bellesa, que comptava amb el suport de tota la seva nació per ser rei. Però ell, mogut per la seva devoció, va abandonar la seva esposa, les seves terres, els seus fills i el seu país per trobar-se amb Déu i l'evangeli, que ell volia rebre completament en aquesta vida i també en la vida eterna després de la mort. Quan va visitar els llocs sagrats a Roma, es va fer tonsurar i va adoptar la vida monàstica per aconseguir la llargament desitjada visió dels beneïts apòstols als cels.» Aquest viatge el va fer acompanyar per Coenred de Mèrcia que també va renunciar al títol de rei, però a diferència d'Offa, Coenred portava anys en el càrrec. En el  Liber Pontificalis, un llibre que narra els esdeveniments durant els diferents papats, es descriu l'arribada d'aquests dos reis saxons i que van morir allà.
Es conserva una carta de donacions de terres de Warwickshire (S64) atribuïda a ell, encara que se'l descriu com a rei de Mèrcia en comptes de rei d'Essex. Es podria tractar d'una còpia mal feta d'una d'autèntica feta conjuntament amb Coenred de Mèrcia. Hi havia una altra carta (probablement autèntica) que ja no es conserva (S1784) en què Offa feia donació de terres de la localitat de Hemel Hempstead al bisbe de Londres.